# Rheine
Rheine település Németországban, azon belül Észak-Rajna-Vesztfália tartományban. Lakosainak száma 78 220 fő (2023. december 31.). Rheine Hörstel, Emsdetten, Neuenkirchen, Spelle és Salzbergen községekkel határos.

## Népesség
A település népességének változása:
| Lakosok száma | 71 539 | 74 852 | 76 018 | 76 107 | 76 948 | 77 893 | 78 220 |
|               | 1975   | 2015   | 2017   | 2019   | 2021   | 2022   | 2023   |